# 리오넬로 만프레도니아
리오넬로 만프레도니아(이탈리아어: Lionello Manfredonia ljoˈnɛllo maɱfreˈdɔːnja; li.o-[*], 1956년 11월 27일, 라치오 주 로마 ~)는 이탈리아의 전 축구 선수로, 현역 시절 수비수와 미드필더로 활약했다. 그는 현재 브레시아의 유소년부 총감독이다.

## 클럽 경력
현역 시절, 만프레도니아는 이탈리아의 유수 구단인 라치오(1975–1985), 유벤투스(1985–1987), 그리고 로마(1987–1989)에서 활약하며 세리에 A에서 289경기에 출전해 15골을 기록했다. 그는 라치오의 몇몇 동료들과 1980년 토토네로 승부조작 스캔들에 연루되었고, 3년 동안 활동 중지 징계를 받았고, 소속 구단 라치오도 세리에 B로 강등되었다. 그는 로마에서의 마지막 시즌에 1989년 12월 30일에 볼로냐전을 치르던 도중 영하 5도의 혹한의 환경에서 심근 경색으로 쓰러졌다. 그의 전 라치오 동료 브루노 조르다노가 그를 먼저 발견하고 응급조치를 하여 기사회생했다. 만프레도니아는 비록 완쾌했으나, 33세의 나이로 축구화를 벗게 되었다.

## 국가대표팀 경력
만프레도니아는 1977년부터 1978년까지 이탈리아 국가대표팀 일원으로 4경기를 치르기도 했다. 그의 첫 국가대표팀 경기는 3-0으로 이긴 룩셈부르크와의 1977년 12월 3일 경기였다. 그는 1978년 월드컵에 참가한 선수단에 이름을 올렸고, 이탈리아는 이 대회를 4위로 마감했다.

## 경기 방식
운동 신경이 뛰어나고, 끈질기며, 다재다능하고, 근면하며, 기술력도 출중한 만프레도니아는 주로 수비수로서 최후방 수비나 중앙의 대인 방어(저지자)를 맡았다. 그는 미드필더로서 공을 회수하는데에도 능해 중앙이나 수비형 미드필더를 맡기도 했고, 좌측면을 간혹 맡기도 했다.

## 수상

### 클럽
유벤투스
- 세리에 A: 1985–86
- 인터콘티넨털컵: 1985